# Song Fang

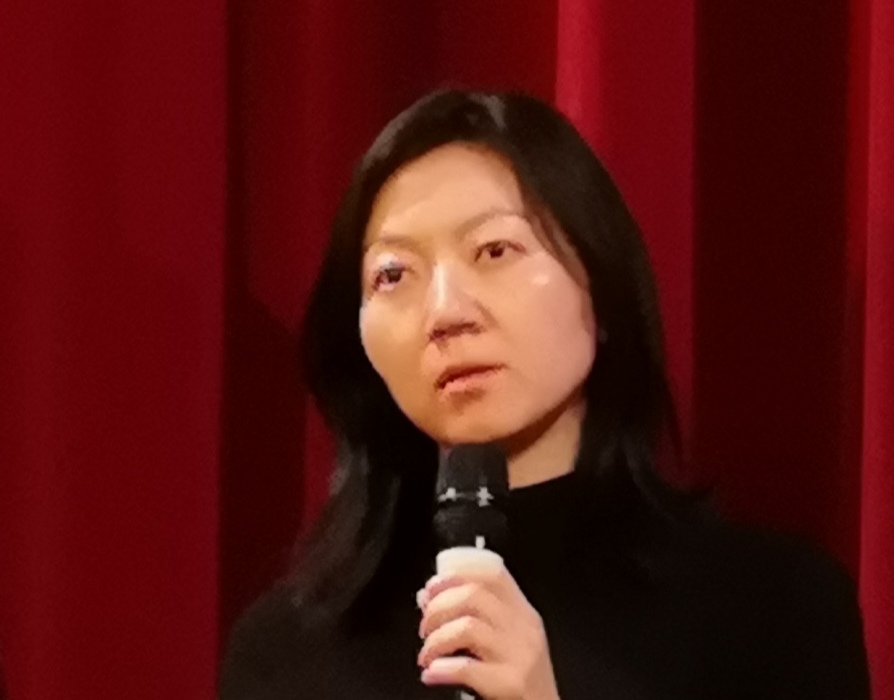
Song Fang auf der Berlinale 2020

Song Fang ist eine chinesische Filmregisseurin und Drehbuchautorin. Sie studierte am INSA-Institut (Institut National Supérieur des Arts du Spectacle) in Brüssel, Belgien und erhielt ihren MA für Filmregie von der Pekinger Filmakademie im Jahr 2008. Ihr Abschlussfilm Goodbye erhielt den zweiten Preis der Cinéfondation bei den Filmfestspielen in Cannes 2009.

## Berlinale
Der Film Ping jing (The Calming) hatte seine Weltpremiere am 22. Februar 2020 auf der Berlinale. Die Hauptdarstellerin in Ping jing ist Filmemacherin. Insofern kann der Film als eine biografische Auseinandersetzung mit der eigenen Rolle gesehen werden. Ping jing wurde für das Forum auf der Berlinale mit dem C.I.C.A.E. Art Cinema Award, dem Preis des Internationalen Verbands der Filmkunsttheater (Confédération Internationale des Cinémas D´Art et Essai) ausgezeichnet.
2011 realisierte sie mit Memories Look at Me ihren ersten Langfilm, der die Intimität von Familie thematisiert und beim Locarno Film Festival uraufgeführt wurde. Ebenso wie Ping jing hat Memories Look at Me biografische Einflüsse und stellt, so Jeannette Catsoulis in der New York Times, „eine Gratwanderung zwischen Fakt und Fiktion“ dar: die Filmeltern der Protagonisten werden darin von Song Fangs realen Eltern verkörpert, Song Di-jin und Ye Yu-zhu.

## Filme
Am Ende ihres Studiums realisierte sie den Kurzfilm Goodbye und erhielt dafür den 2. Preis bei den Filmfestspielen in Cannes. Für den Film Yulu (2011), der von Jia Zhangke produziert wurde, schuf sie einzelne Episoden. Song Fang hat 2008 als Schauspielerin in der Rolle der Filmstudentin nach Juliette Binoche bei Le Voyage du ballon rouge mitgewirkt. Als Filmemacherin hat sie in den verschiedenen Gewerken von Schnitt, Schauspiel, Regie und Szenenbild (production design) gearbeitet.